# Jan Franciszek Żmudziński
Jan Franciszek Żmudziński (ur. 14 marca 1946 w Opatowie, zm. 30 czerwca 2024) – polski lekarz weterynarii, profesor doktor habilitowany nauk weterynaryjnych, specjalista wirusologii, zastępca dyrektora do spraw naukowych Państwowego Instytutu Weterynaryjnego – Państwowego Instytutu Badawczego w Puławach. Członek korespondent Polskiej Akademii Nauk (od 2007), członek rzeczywisty Polskiej Akademii Nauk (od 2022).

## Życiorys
W 1969 roku ukończył studia na Wydziale Weterynaryjnym Wyższej Szkoły Rolniczej w Lublinie. W tym samym roku podjął pracę w Państwowym Instytucie Weterynaryjnym w Puławach. W 1976 roku obronił doktorat, a w 1987 roku uzyskał habilitację. W latach 1983–1984 przez pięć miesięcy przebywał na stażu w National Veterinary Services Laboratories w Ames (Iowa, Stany Zjednoczone), a w latach 1985–1986 jako stypendysta Fulbrighta na University of Wisconsin-Madison. W 1993 roku odbył też staż naukowy w Bundesforschungsanstalt fur Viruskrankheiten der Tiere, w Tybindze w Niemczech. W 1996 roku otrzymał tytuł profesora.
W latach 2002–2011 pełnił funkcję zastępcy dyrektora do spraw naukowych Państwowego Instytutu Weterynaryjnego–Państwowego Instytutu Badawczego w Puławach. Od 2007 roku był członkiem korespondentem Polskiej Akademii Nauk, w tym członkiem prezydium Komitetu Nauk Weterynaryjnych Wydziału II Nauk Biologicznych i Rolniczych. Od 2020 roku był Wiceprezesem Oddziału Polskiej Akademii Nauk w Lublinie, a od 2022 roku członkiem rzeczywistym Polskiej Akademii Nauk.
Był członkiem Krajowej Komisji Etycznej do Spraw Doświadczeń na Zwierzętach przy Ministerstwie Nauki i Szkolnictwa Wyższego, członkiem Polskiego Towarzystwa Nauk Weterynaryjnych oraz członkiem Polskiego Towarzystwa Mikrobiologów.
Odznaczony Złotym Krzyżem Zasługi.